# 桃太郎道中記
桃太郎道中記（ももたろうどうちゅうき）は、ハドソンが1997年9月25日に発売したセガサターン用ボードゲーム。桃太郎電鉄シリーズに近いゲーム内容だが、舞台は江戸時代に移っている。
ディレクターは『CD電人 ロカビリー天国』のオープニングテーマ歌唱を務めた柴田真人。キャラクターデザインは桃太郎シリーズ作品を手掛ける土居孝幸。ビジュアルプロデューサーはハドソン入社前にアニメ版『桃太郎伝説』の原画を担当していた水野祥司。音楽はゴダイゴのタケカワユキヒデが担当している。

## 概要
セガサターンで発売された唯一の桃太郎シリーズ作品。セガの家庭用ゲーム機向けの桃太郎シリーズの作品としては1995年にゲームギアに移植された（オリジナルはスーパーファミコン）『スーパー桃太郎電鉄III』以来、セガの家庭用据置機向けに限定すると唯一の桃太郎シリーズ作品となる。
キャラクターデザインは従来の桃太郎シリーズと同様に土居孝幸が手掛けているが、ゲーム内容については桃太郎シリーズの作者・ゲーム監督であるさくまあきらが関わっていないハドソン単独の作品である。そのためさくまは桃太郎シリーズの通し番号にも入れておらず、「井沢どんすけが『死ぬほどかったるい、話にもならないゲーム内容』と言っていたので、私自身はさわってもいません」と公言している。さくまは本作発売後、自分に断りなく同様のゲームを開発することを禁じる契約をハドソンに認めさせたという。
音楽は桃太郎伝説・電鉄シリーズを手掛けていたサザンオールスターズの関口和之ではなく、同社の『エルファリアII ザ・クエスト・オブ・ザ・メルド』を手掛けたゴダイゴのタケカワユキヒデが担当している。
江戸時代を舞台にしており、桃鉄シリーズにはない独自の用語やイベントが盛り込まれている。キャラクターの服装など『桃太郎伝説』シリーズの雰囲気が強いためファンからリメイクや続編の要望もあるが、さくまは前述の理由で応じていない。
公式の略称は「桃中」。

## 桃太郎電鉄シリーズとの相違点
基本的なシステムは『スーパー桃太郎電鉄DX』（以下『DX』）とほぼ同じ。音楽はタケカワユキヒデが担当しており、全てのBGMが総入れ替えされている。一部のキャラクターのセリフ・ナレーション等に声優が起用され、多数の音声が入っている。スキップしたりオフにすることも可能。
- 移動手段は陸上・天の川（銀河鉄道に相当）では徒歩、航路では帆船、ヘリコプターは大凧。空路・青函トンネル・関門トンネル・瀬戸大橋は航路に置き換えられている。
  - 一部、船着き場（フェリー乗り場に相当）を経由せずに陸路⇔航路を行き来する場所がある。
- 本家シリーズでは選択できないキャラクターがCOMキャラとして登場する。COMキャラとしては『スーパーII』のみの登場だった夜叉姫が対戦相手として復帰し、本家シリーズではNPCだった桃太郎、金太郎、浦島が対戦相手として登場する。それに伴って、既存の対戦相手とのアルゴリズムの入れ替えが行われている。
  - アルゴリズムの内訳は「馬鬼→金太郎」「きじた→夜叉姫」「さるかわ→かぐや姫」「いぬやま→浦島」「かぐや姫（桃鉄）→あしゅら」「あしゅら（桃鉄）→桃太郎」となっている。桃太郎を対戦相手に選べるのは異例。
- 桃太郎と夜叉姫がCOMキャラクターとなったことで、進行役はきじた・さるかわ・いぬやまの3名で行なう。
- 地図を見るコマンドで虫眼鏡を物件駅に合わせることで物件駅の歴史や名前の由来などが見られるようになっている。
- 季節が切り替わる際に季節に合わせた演出が入る様になっている。
- スタート直後からマスやイベントでの収入・支出がゲーム後半のレートから始まる「江戸っ子モード」がある。15年目・30年目・60年目の状態から選択できる。
- 用語・地名・物件などは、江戸時代に沿った内容の単語に改められている。代表的なものは以下のとおり。
  - 基本：円→両、カード→お札、プラス駅→青マス（得のマス）、マイナス駅→赤マス (損のマス) 、物件駅→物件のマス（物件町）、ワープ駅→ワープ穴
    - ワープ穴は桃鉄シリーズのワープ駅とは異なり、強制的にワープするが持ち金が0にならない代わりにランダムで「天使」「小悪魔」「悪魔」「大悪魔」のいずれかが取り憑く。『DX』同様にワープ先はランダム。

  - 地名：東京→江戸、北海道→蝦夷、静岡→駿府、長野→善光寺
  - カード：急行→カゴ、特急→早カゴ、新幹線→お馬、のぞみ→馬車、リニア→天狗、デビル→悪魔、スキャンダル→お家騒動、マルサ→黄門、たいらのまさ→天下泰平、ゴールド→ご優待、プラチナ→最優待、銀河鉄道→天の川、ダイヤモンド→金剛石
  - イベント：メカボンビー（総称）→カラクリ、選挙に出馬→妖怪退治、F1レース→稲刈り競争・田植え競争、電車伝助→人足伝助、バブル景気→好景気、不景気→不況
    - カラクリの名前：プチキャノン→煩破号（ぼんばごう）、Bコロコロ→茶々丸（ちゃちゃまる）、ヤマトザムライ→平次号（へいじごう）、メカボンビー→木貧号（もくびんごう）、メカボンビーRX→轟鉄号（ごうてつごう）
    - 稲刈り・田植え競争はイベント内容は桃鉄のF1レースと同じだがイベントの発生する月や場所が変更になっている[注 4]。持ち金2億円以上の状態で4月に秋田・山形・盛岡に止まると田植え競争が、10月に止まると稲刈り競争になる。田植え競争の乱数は桃鉄の英田でのF1レースに、稲刈り競争は鈴鹿でのF1レースに相当する。

  - 物件：ホテル→本陣、お笑い劇場→芝居小屋、スキー場→ソリ場、プロ野球チーム→やぶさめ組、自動車工場→御所車製造所、オモチャ工場→人形の充月（久月のパロディ[注 5]）、桃太郎ランド→桃太郎城
  - 中には、モモトラマン・ぱろぷんてなど江戸時代に当てはめられる用語が無いため改変されていないものもある。ただし「モモトラマンのお札」は「金太郎カード」にあたり、「モモトラマンカード」にあたるのは「ダメラのお札」である。また1円=1両として設定されているため、実際の物価に合わない[注 6]。
  - スリの銀次の変装が「いちろー」「茶屋の娘」「阿群」となっている。
- 桃鉄シリーズの日本全国版マップには一度も登場していない、北方領土と周辺諸国の一部および架空の地域がマップに含まれている。
  - 唐、釜山、高砂、国後、択捉、樺太、鬼が島、竜宮が物件町として登場している。
- 物件購入時、購入者の名前は表記されず、順番が何番目のプレイヤーであるかを表記する。例えば、順番が4番目に回ってくるプレイヤーが物件を買った場合、四と表記される。
- 目的地を独占すると関所になり、他のプレイヤーは停まると通行料を請求される。
- 基本的には『DX』の物件やイベントを流用しているが、プロ野球チームがやぶさめ組になっているなど設定として大きく異なるものもある。また中には富くじ・止め女[注 7]・雷・大雨[注 8]・黒船[注 9]・一揆[注 10]・大名[注 11]など桃鉄シリーズには存在しない新規のイベントも追加されている。
  - Sリーグは蹴鞠大会に置き換えられているが、内容はサッカーのままである。
  - やぶさめ組など一部のイベントは反射神経などが必要とされるものになっており、これは桃鉄には（勝負に関係ないミニゲームを除いて）ほとんどない要素である。
- キングボンビーの代わりにその先祖という設定の「ボンビー大魔王」が登場し、その悪行は「偉業」を自称。これも基本的に『DX』を踏襲しているが、本作にしか登場しない悪行や以降の桃鉄シリーズの作品で登場した悪行もある。詳しい悪行の内容については#ボンビー大魔王の悪行を参照。
  - サイコロ10個振りが、サイコロ20、または30個振りに発展することがある。桃鉄でも『2010』『タッグマッチ』に登場する。
  - ハワイ・沖縄飛ばしは、唐・琉球飛ばしになっている。
  - あみだくじは、的当てになっている。的を外せばセーフだが、的自体が接近してくるため外すのは困難。また、命中（チャレンジ失敗）時の損害基準額が高くなっている[注 13]。
  - サイコロ5VS10は、桃鉄での『7』以降と同様に引き分けでも負け扱いとなる。
  - 4人に分裂する。貧乏神に戻るまでの間、1ターンに4連続で悪行をするという悪夢が訪れる。歴代のキングボンビー（ボンビー大魔王を含む）の中で最強最悪の行動。
  - プレイヤーを移動不能にする。桃鉄での『USA』の行動不能・『15』『16』のサイコロ爆破に近いが、こちらは移動全般が不可能になり、移動以外の行動は可能。また、バリアーを張るため同じマスにいる他のプレイヤーも巻き込む。
  - 大悪魔（キングデビル）を数体呼ぶ。桃鉄での『7』以降のデビル召喚と似ているが、他のデビルは呼ばず、数は最大3体まで。
- ボンビー大魔王とカラクリの戦いでは、ボンビー大魔王の攻撃は通常の攻撃が「まげビーム」となっており、「ボンビーム」は2倍のダメージを与える必殺技となった。カラクリ側も全て2倍ダメージの攻撃を持つ。桃鉄でこの仕様[注 14]になったのは『11』『12』の2作品。
- ボンビー大魔王との戦いに最上級のカラクリ「轟鉄号」を出動させた場合、ボンビー大魔王は3分の1の確率で無敵の「メタルボンビー」に変身し、成功すれば轟鉄号を確実に破壊する。ただし変身に失敗すると自滅する。
- 桃太郎電鉄シリーズでは「ボンビラス星」という表記になっているが、本作では「惑星ボンビラス」となっている。なお本作には桃太郎電鉄における「ボンビラス星に連れていく」に相当する悪行は登場しない[注 15]。おもな使用場面としてはキングボンビーの「ボンビラスの世界からやってきた」に対応して「惑星ボンビラスからやってきた」となっている等である。

## 登場キャラクター
（参考・出典：）

### プレイヤー
- 桃太郎
  - 桃印のハチマキとちょんまげが特徴の桃太郎シリーズの主人公。桃太郎伝説シリーズと同じ服装となっている。
- 夜叉姫
  - 鮮やかな青系色（水色）のロングヘアーと一本角が特徴の鬼の少女。桃太郎伝説シリーズと同じ服装だが、伝説で夜叉姫が使用する武器「かんざし」のマークがついた鞄を身に着けている。
- 金太郎
  - 赤い腹掛けが特徴の少年。桃太郎伝説シリーズと同じ服装だが、水玉模様の風呂敷包みを背負っている。
- 浦島
  - 黄土色の結んだ髪が特徴の漁師の少年。桃太郎伝説シリーズと同じ服装だが、赤系色の風呂敷包みを背負っている。
- かぐや姫
  - 水色地に三日月の模様が着いた着物を着ている。本作独自の服装をしている。
- 赤鬼
  - 虎柄のパンツを履いた二本角の鬼。桃太郎伝説シリーズと同じ服装だが、鬼のマークがついたリュックサックを背負っている。
- あしゅら
  - 西洋風の服装をした蒼い肌の鬼。本作独自の服装をしている。
- えんま
  - 桃太郎伝説シリーズと同じ服装だが、大きな白い袋を持ち歩いている。

### キャスト
- ボンビー大魔王（声：デーモン閣下）[注 16]
  - 桃太郎電鉄シリーズに登場する「キングボンビー」の先祖。ほとんどデザイン上の変化はないが、頭が「び」と書かれたちょんまげになっている。王冠を模したふんどしが悪行用に的を模したものになっている。マントの色がオレンジ色になっているといった差異はある。行う悪行について「偉業」を自称している。登場時のCGムービーとして般若の面を着けたボンビー大魔王が口上[注 17]とともに般若の面を投げ捨てる映像が挿入される。キングボンビーと異なり一人称は「わが輩」[注 18]。
- さるかわ（声：千葉繁）
  - 桃太郎伝説シリーズで桃太郎のお供を務めたサル。伝説シリーズと異なり、服を着て桃マークのついた烏帽子を着けている。
- いぬやま（声：古川登志夫）
  - 桃太郎伝説シリーズで桃太郎のお供を務めたイヌ。伝説シリーズと異なり、服を着ている。
- きじた（声：丹下桜）
  - 桃太郎伝説シリーズで桃太郎のお供を務めたキジ。伝説シリーズと異なり、服を着て青い帽子（アートワークでは赤）を被っている。
- 悪魔（声：丹下桜）
- 実況レポーター（声：神谷明）
  - ボンビー大魔王とからくりの戦いを実況する人物。
- 大悪魔（声：神谷明）
- とってもコマルン（声：田中真弓）
- 小悪魔（声：田中真弓）
- 貧乏神（声：置鮎龍太郎）
  - 桃太郎電鉄シリーズと同様に、誰かが目的地に到着した時点で最も目的地から離れた位置にいる人に取り憑くお邪魔キャラクター。キャラクターデザインは桃太郎電鉄と変化がない。
- ちびボンビー（声：TARAKO）
- かご屋・岡っ引き（声：西脇保、野島健児）

## 貧乏神・ボンビー大魔王の悪行

### 貧乏神の悪行
『スーパー桃太郎電鉄DX』で行う悪行とほとんど同じである。
- のれん分け
  - 名前の最初の文字がルーレットされ、自分の名前になったら莫大な収入が入るが、失敗すると赤字が出る。桃鉄の「子会社を設立する」に相当する。
- お札を2倍の値段で買う
  - 桃鉄の「カードを2倍の値段で買ってくる」に相当する。
- 物件を売る
  - 農林物件・美術品以外の物件を半額で売ってしまう。
- オナラをする
  - 同じ画面にいる他のプレイヤーをオナラで吹き飛ばしてしまう。
- 爆弾を拾ってくる
  - 拾って来た爆弾が数か月後に爆発し、画面内のプレイヤーを全員吹き飛ばしてしまう。
- 小悪魔・悪魔・大悪魔を呼ぶ
  - 貧乏神が友達を呼んでしまう。桃鉄の「リトルデビルを呼ぶ」「デビルを呼ぶ」「キングデビルを呼ぶ」に相当する。
- 本店・支店が大ピンチ
  - 4つの本店・支店が連続でピンチになる。戻らないと損害が出る。桃鉄の「本社・支社が連続でピンチになる」に相当する。
- 増資物件1ランクダウン
  - 増資している物件に貧乏神がお手伝いに行き、物件のランクを落としてしまう。
- 新店舗建設
  - 勝手に新店舗を建設し、サイコロを3つ振って決定される建設費を払わされる。桃鉄の「新社屋を勝手に建設する」に相当する。
- くじ引き
  - サイコロの目でお札が当たるイベントが発生し、参加費を取られる。
- 店員大募集
  - 勝手に店員の募集を行い、サイコロの目に応じた人数分のお金を取られる。桃鉄の「社員を募集する」に相当する。
- 贅沢三昧を始める
  - 「錦鯉を100匹飼う」「有名人を呼んで宴会を開く」「豪邸を建てる」「剥製を集める」といった贅沢な振る舞いを行う。64年目以降でないと発生しない。
- 分割払いを組む
  - 分割払いで物件を買ってくる。桃鉄の「ローンを組む」に相当する。
- コマルンに変身する
  - コマルンに変身して毎月食品・農林物件を1件食べてしまう。偶に食べないこともある。
- ちびボンビーに変身する
  - ちびボンビーに変身し、毎月少しずつお金を取っていく。桃鉄の「ミニボンビー」に相当する。
- ボンビ－大魔王に変身する
  - ボンビー大魔王に変身し、貧乏神よりも多大な損害が出る悪行を行う。桃鉄の「キングボンビー」に相当する。

### ボンビー大魔王の悪行
- サイコロ10個振り
  - サイコロを10個振り、出目に応じてお金を捨てられる。
- サイコロ30個振り
  - サイコロを30個振り、出目に応じてお金を捨てられる。
- お札ポイ捨て
  - プレイヤーの持っているお札をすべて捨てる。
- 物件を捨てる
  - サイコロの出目に応じて物件を捨てる。
- 買い占めをつぶす
  - 買い占めしている町を丸ごと破壊してしまう。
- 唐・琉球に飛ばされる
  - 唐・琉球にプレイヤーを飛ばしてしまう。
- 的当て
  - ボンビー大魔王の股間にある的に矢を当ててはいけないミニゲームに参加させられる。当ててしまった場合は他のプレイヤーにお金を配ってしまう。
- カラクリ研究所を破壊
  - カラクリ研究所を4～6か月稼働停止にする。桃鉄の「ロボット研究所を破壊する」に相当する。
- サイコロ5vs10対決
  - ボンビー大魔王のサイコロ10個とプレイヤーのサイコロ5個で出目の大きさを競い、負けた場合は1つのジャンルの物件をすべて捨てられる。
- 大悪魔召喚
  - 大悪魔を最大で3匹まで召喚する。
- ボンビーバリアー
  - ボンビー大魔王がバリアーを張り、2～4か月その場から動けなくしてしまう。バリアーはボンビー大魔王を中心に2マス分まで広がり、その範囲にいるすべてのプレイヤーを巻き込む。
- 大魔王分裂
  - ボンビー大魔王が4体に分裂しそれぞれが独立して悪行を行う。16年目以降発生。
- 2段変身
  - カラクリ「轟鉄号」との戦闘中にピンチになると、不死身のメタルボンビーへの変身を試みる。成功率は3分の1で成功するとボンビー大魔王の勝利、失敗すると轟鉄号の勝利となる。

## PLGS
PLGS（Personal Live Game System）とは、セガサターン本体の内蔵時計（リアルタイムクロック）を利用して、ゲーム内のイベントが我々の現実世界の時間と密接に関わるというシステムである。『天外魔境ZERO』『大貝獣物語II』『天外魔境 第四の黙示録』『サターンボンバーマン』などに採用されている。本作にはこのシステムを活用した、本体内蔵時計が特定の日付の時にゲームを開始するとお正月や節分、ひな祭り、端午の節句、七夕といったその日付の行事にちなんだイベントが発生する裏技が存在する。

## スタッフ
- プロデューサー：猪狩寛
- プロジェクトマネージャー：池田春彦
- ディレクター：柴田真人
- ビジュアルプロデューサー：水野祥司
- PMサポート：宮本徳人
- サウンドディレクター：三井啓介
- サウンドAD：伊藤太司
- マスタリング担当：阿諏訪理子
- 編集サポート：蒲原仁
- 進行管理：町田登
- プログラム・進行管理：鈴木好洋
- 企画・進行管理：森下力
- プログラム：福岡久典、澤村芳樹、小野里孝、稲垣雅雄、桑江徹、樋口貴浩、吉村美保、山口秀夫、片岡猛、佐藤和幸、小山茂雄、木戸岡稔
- デザイン：森司、武子直子、森山広士、大塚康之、伊藤英子、中田美登利、小島明子、田村健司、小峰正美、前田寛貴、中川靖久、長嶋淳子、伊藤大輔、小川和愛、野沢圭介
- 企画サポート：加藤紀人
- サウンドプログラム：飯田誠
- ムービー編集：山本篤志
- 効果音：橋本彦士
- サウンドデータ作成：森彰彦
- 録音監督：三門雅文
- スペシャルサンクス：青二プロダクション、アメニティ、イマジン、コックス、シムス、スタジオコクピット、サテライト、サッカールーム、タバックスタジオ、プロダクションアイ、ミュージックチョイス、Kプロダクション、藤原茂樹、宋孝幸、高野俊哉、小坂恭洋、佐藤徹、前田一恵、山村喜美夫、高橋利幸、太田宏之、神田淳、松本成弘、池之内武志、吉沢修一（アメニティ）、平野喜久雄、中村渉、桜井一浩、岡村紫、山崎泰直、佐藤正志、小畑誠、向山郷、佐藤幸歳、JR西日本（桃太郎電鉄HAPPYラリー）
- 音楽：タケカワユキヒデ
- 大魔王のテーマ（対戦）作曲：デーモン小暮閣下
- 大魔王のテーマ（対戦）編曲：石黒彰
- 美術・キャラクターデザイン：土居孝幸
- 製作総指揮：工藤裕司
- 著作・制作：ハドソン

### アニメーション制作スタッフ
- アニメーションディレクター：新城真
- 制作進行：渡辺正彦
- 作画監督：増田信博
- 原画：北野幸広
- 美術：朝倉千登勢
- 動画：小原寛正、菊池和歌子、鈴木康之、長谷川貴子
- CG制作管理：佐藤道明
- CGテクニカルディレクター：前田庸生
- CG制作担当：竹内康晃
- 映像音楽・効果音制作：塚原義弘
- CGアニメーター：伊藤芳樹、高橋宏司、田端英敏、滝澤竜
- CG彩色：伊藤和広、高橋千明、小原さつき
- CG色指定：熊谷美弥子
- 情報提供：ウッシー、西川栄二、上原銀河、椎谷優子

## 関連書籍
- 桃太郎道中記 公式ガイドブック
  - 発行年：1997年、発行元：アスキー、発売元：アスペクト、ISBN 4-89366-858-7